# La vie, c'est siffler
Pour plus de détails, voir Fiche technique et Distribution.
La vie, c'est siffler (La vida es silbar) est un film cubain réalisé par Fernando Pérez, sorti en 1998.

## Fiche technique
- Titre original : La vida es silbar
- Titre français : La vie, c'est siffler
- Réalisation : Fernando Pérez
- Scénario : Humberto Jiménez, Eduardo del Llano et Fernando Pérez
- Costumes : Miriam Dueñas
- Photographie : Raúl Pérez Ureta
- Montage : Julia Yip
- Musique : Edesio Alejandro
- Pays d'origine : Cuba
- Format : Couleurs - 35 mm - 1,85:1 - Dolby
- Genre : drame
- Durée : 106 minutes
- Dates de sortie :
  - Cuba : 5 décembre 1998 (Festival international du nouveau cinéma latino-américain de La Havane)
  - France : 22 décembre 1999

## Distribution
- Claudia Rojas : Mariana
- Maudelet Badia : odalisque
- Elena Bolaños : vieille femme de l'asile
- Rolando Brito : docteur Fernando
- Alina Canizares : professeur
- Ines Maria Castillo : Cuba Valdes

## Distinctions

### Récompenses
- Festival international du nouveau cinéma latino-américain de La Havane 1998 : Grand Corail du meilleur film, Corail du meilleur réalisateur, Corail de la meilleure actrice pour Claudia Rojas, Corail de la meilleure photographie

### Sélection
- Berlinale 1999